# Шунсен-Мару
Шунсен-Мару (Shunsen Maru) — корабель, який під час Другої світової війни брав участь у операціях японських збройних сил.
Судно спорудили як «Йосі-Мару» (Yoshi Maru) в 1920 році на верфі Namura Zosensho в Осаці для компанії Sato Shokai. У 1924-му новим власником стала Chosen Yusen, що перейменувала судно на «Шунсен-Мару».
4 грудня 1941-го «Шунсен-Мару» реквізували для потреб Імперського флоту Японії, після чого на верфі Tochigi Shoji переобладнали у сітьовий загороджувач, який підпорядкували військово-морському округу Чінкай (здійснював контроль над водами Кореї та південної частини Японського моря). В якийсь момент загороджувач перевели до одного з Південних Експедиційних флотів, що контролювали окуповану Південно-Східну Азію.
7 січня 1944-го «Шунсен-Мару» полишив порт Сасебо (обернене до Східнокитайського моря узбережжя Кюсю), а 20 січня — 3 лютого пройшов в охороні конвоїв від Такао (наразі Гаосюн на Тайвані) через Манілу до південного завершення острова Палаван. Тут «Шунсен-Мару» відокремився та пройшов до Балікпапану (центр нафтовидобутку на східному узбережжі Борнео), а 13 лютого вийшов звідси в охороні танкера «Ямбі-Мару», який 16 лютого прибув до Сурабаї (головна база на сході острова Ява).
Відомо, що 26 серпня — 17 вересня 1944-го «Шунсен-Мару» здійснив з вантажем круговий рейс з Балікпапану до Менадо (північно-східний півострів острова Целебес) та назад.
16—19 листопада 1944-го корабель залучили до буксирування з району Балікпапану до Сурабаї транспорту «Хоккай-Мару», який в другій половині вересня підірвався на міні та викинувся на мілину.
5 січня 1945-го «Шунсен-Мару» вийшов з Сурабаї в конвої до Балікпапану. Ввечері тієї ж доби загін перебував у центральній частині Яванського моря за сотню кілометрів на північний захід від острова Бавеан, де «Шунсен-Мару» та «Канко-Мару» (раніше також був переобладнаним сітьовим загороджувачем) торпедував та потопив американський підводний човен USS Cavalla.